# Феодор Скрибон
Патриа́рх Фео́дор I Скри́бон (греч. Πατριάρχης Θεόδωρος Α΄ Σκρίβων) — епископ Александрийской православной церкви, c 607 до 609 годы — её предстоятель, Папа и Патриарх Александрийский и всего Египта. Канонизирован как священномученик; память  3 декабря.
Занял кафедру в неспокойное время, когда будущий император Ираклий готовился в Египте к выступлению против узурпатора Фоки.
Патриаршество его было недолгим. В 609 году был убит «своими противниками», под которыми скорее всего следует понимать монофизитов. Был канонизирован в лике священномученика.